# Riu Itonomas
El riu Itonomas (o Itonamas) és un riu de la conca de l'Amazones a Bolívia, és un afluent del riu Iténez, que forma part del curs alto del riu Mamoré. El riu discorre pel departament de Beni i el departament de Santa Cruz. Forma part del sistema Itonomas—San Pablo—San Miguel/San Julián de 1493 km de llargada.